# Annona spraguei
Annona spraguei là một loài thực vật]] thuộc họ Annonaceae. Đây là loài đặc hữu của Panama. Chúng hiện đang bị đe dọa vì mất môi trường sống.